# Карнобат (железопътна гара)
Железопътна гара Карнобат е железопътна гара в град Карнобат, разположена по железопътна линия № 3 и № 8 на БДЖ. Намира се в северната част на града, на юг от нея е разположена промишлената зона и жилищен комплекс „Железничар“. Тя е единствената жп връзка между Югоизточна и Североизточна България, както и четвъртият по големина железопътен възел в страната, и част от европейския коридор „Ориент / Източносредиземноморски“.

## История
Настоящата сграда на гарата е строена в периода 1937 – 1986 г. Приемното здание на гара Карнобат и пешеходния подлез са построени през 1986 г. През февруари 2021 г. е направено цялостно обновяване на гарата, като от 1986 г. до тогава не е имало реконструкция, а само козметични ремонти.